# Öcsöd, Jász-Nagykun-Szolnok
Öcsöd  este un sat în districtul Kunszentmárton, județul Jász-Nagykun-Szolnok, Ungaria, având o populație de 3.533 de locuitori (2011). 

## Demografie
Componența etnică a satului Öcsöd
     Maghiari (91,14%)
     Romi (8,63%)
     Necunoscut (0,1%)
     Germani (0,13%)
     Alții (0,1%)
Componența confesională a satului Öcsöd
     Fără religie (29,32%)
     Reformați (26,13%)
     Necunoscută (44,07%)
     Alte religii (3,82%)
Conform recensământului din 2011, satul Öcsöd avea 3.533 de locuitori. Din punct de vedere etnic, majoritatea locuitorilor (91,14%) erau maghiari, cu o minoritate de romi (8,63%). Apartenența etnică nu este cunoscută în cazul a 0,1% din locuitori. Nu există o religie majoritară, locuitorii fiind persoane fără religie (29,32%) și reformați (26,13%). Pentru 44,07% din locuitori nu este cunoscută apartenența confesională.